# Anaplectoides effusa
Anaplectoides effusa är en fjärilsart som beskrevs av Edward Alfred Cockayne 1952. Anaplectoides effusa ingår i släktet Anaplectoides och familjen nattflyn. Inga underarter finns listade i Catalogue of Life.